# Торо суданський
То́ро суданський (Phyllastrephus strepitans) — вид горобцеподібних птахів родини бюльбюлевих (Pycnonotidae). Мешкає в Східній Африці.

## Поширення і екологія
Суданські торо мешкають в Судані, Південному Судані, Ефіопії, Сомалі, Кенії, Танзанії і Уганді. Вони живуть в сухих саванах, сухих і вологих тропічних лісах і чагарникових заростях.